# Pavel Durov
Pavel Valerjevitj Durov (ryska: Па́вел Вале́рьевич Ду́ров), född 10 oktober 1984 i Leningrad, är en rysk entreprenör som grundade det ryska sociala nätverket VK och meddelandeprogrammet Telegram.
Efter det att Pavel under 2014 tvingats lämna sin vd-post på VK, har han flyttat runt i världen och har deklarerat att han inte tänkt att återvända till Ryssland och fått medborgarskap i Saint Kitts and Nevis.

## Biografi
Pavel Durov är född i dåvarande Leningrad. Han tillbringade en stor del av sin barndom i Turin i Italien, där hans pappa arbetade. Pavel gick i italiensk grundskola och senare på gymnasium och universitet i S:t Petersburg. Pavel Durovs liv och karriär beskrivs mer detaljerat i boken "The Durov Code. The True Story of VK and its Creator" från 2012.
Inspirerad av Facebook grundade Pavel Durov 2006 det sociala nätverket VKontakte, senare mer känt som VK. Under de båda brödernas tid på VKontakte växte bolaget kraftigt. Värdet på företaget steg till 3 miljarder USD.
Under 2011 var Durov inblandad i en manifestation utanför sitt hem i Sankt Petersburg efter att regeringen krävt borttagande av oppositionspolitikers informationssidor på Internet.
I december 2013 tvingades Durov att sälja sin 15-procentiga andel av VK till Ivan Tavring, som ägde den ryska internetoperatören Mail.ru. Därefter såldes andelen vidare till Mail.ru, som därmed kontrollerade 52 procent av VK. Under 2014 köpte Mail.ru upp den återstående andelen av VK.

### Avsked från VK
Den 1 april 2014 sade Durov upp sig, efter det att företaget redan meddelat att han hade avgått. Anledningen spåddes ha kopplingar till  den i februari inledda Krimkrisen.
Den 16 april 2014 vägrade Durov att lämna ut uppgifter om Ukrainaprotesterande VK-medlemmar till den ryska säkerhetstjänsten och att blockera politikern Alexej Navalnijs sida på VK. Istället för att följa uppmaningen, publicerade Durov istället säkerhetstjänsten FSB:s orderdokument på sin egen VK-sida, där han också uttryckte åsikten att myndighetens begäran var olaglig.
Den 21 april 2014 avsattes Durov som vd för VK. Durov hävdade att bolaget hade tagits över av allierade till Vladimir Putin och att orsaken var hans vägran att överlämna material till säkerhetstjänsten. Durov lämnade Ryssland och kungjorde sin avsikt att inte återvända.

### Livet efter VK
Efter att Durov lämnat Ryssland, ansökte han om medborgarskap i Saint Kitts and Nevis, detta efter en donation på 250 000 USD till en landets "Sugar Industry Diversification Foundation". Samtidigt kunde han säkra tillgångar i schweiziska banker på 300 miljoner USD. Det här tillät honom att koncentrera sig på sitt nystartade företag Telegram, som grundades i Berlin. Företaget fokuserar på krypterade och säkra meddelandetjänster.
Den 24 augusti 2024 greps Pavel Durov av fransk polis, när han landade på Le Bourget, misstänkt för bristande samarbete med rättsvårdande myndigheter vid utredningar av en rad brott begångna på Telegram.

## Privatliv
Pavel Dyrov betraktar sig som libertarian.. 
Han skänkte 2011 en miljon dollar till Wikimedia Foundation.